# مارکو دی چزاره
مارکو دی چزاره (انگلیسی: Marco Di Cesare؛ زادهٔ ۳۰ ژانویهٔ ۲۰۰۲) بازیکن فوتبال اهل آرژانتین است.